# Caiguda de cavall

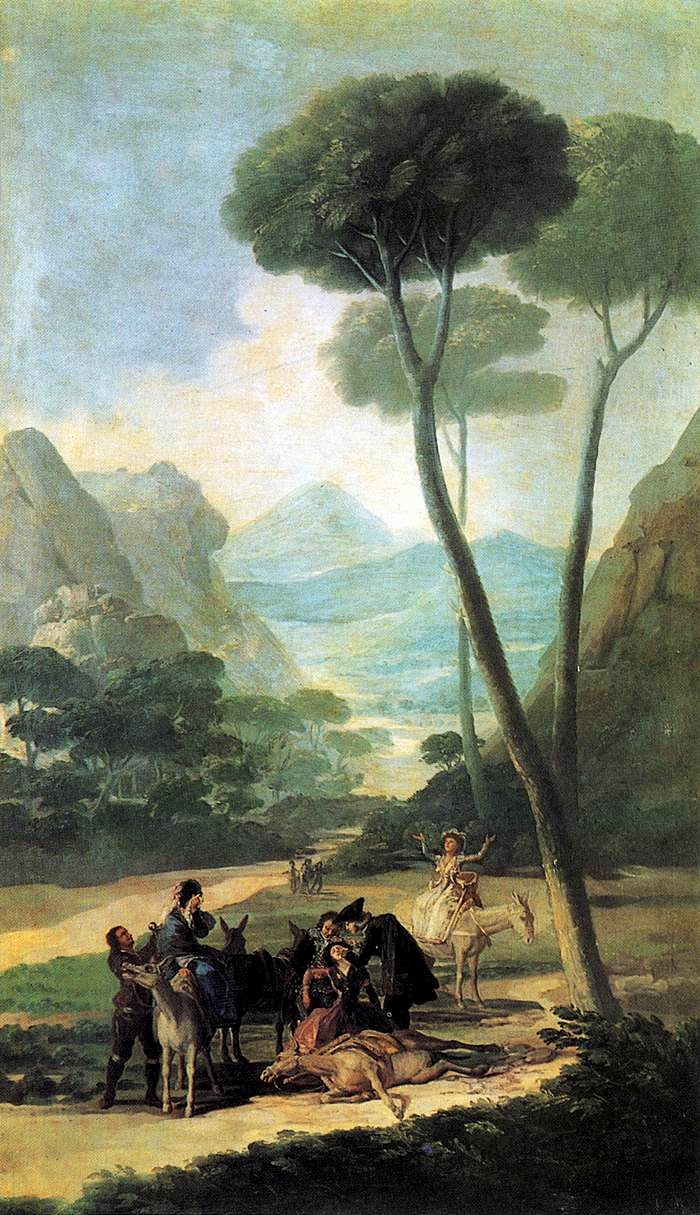
La pintura La caiguda, de Francisco de Goya, representa una caiguda de cavall

Una caiguda de cavall és un accident en el qual un genet cau del cavall que el transporta. Pot causar lesions greus i fins i tot la mort tant al genet, sobretot si no porta casc, com al cavall, que pot perdre l'equilibri i entrebancar-se. El concurs complet d'equitació es considera un dels esports eqüestres més perillosos en aquest sentit. En els cinc anys anteriors al 2022 hi hagué tretze morts de genets i deu de cavalls en aquests esports.
El 83,4% de les lesions relacionades amb els esports eqüestres tenen a veure amb caigudes de cavall. L'ús d'un casc és extremament important, car el 74,83% de les morts a cavall són degudes a ferides del cap i el coll, però el casc pot reduir un 50% el risc de patir lesions greus al cap.